# Crassicrus lamanai
Crassicrus lamanai är en spindelart som beskrevs av Reichling och West 1996. Crassicrus lamanai ingår i släktet Crassicrus och familjen fågelspindlar.
Artens utbredningsområde är Belize. Inga underarter finns listade i Catalogue of Life.